# Eva Fritjofson
Eva Gunilla Fritjofson, född 15 april 1950 i Stockholm, är en svensk skådespelare. Hon spelade under 2015/2016 i Scener ur ett äktenskap på Uppsala stadsteater.

## Filmografi
- 1979 – Charlotte Löwensköld
- 1979 – Albert & Herbert (TV-serie)
- 1981 – Stjärnhuset (TV-serie)
- 1986 – Gösta Berlings saga (TV-serie)
- 1997 – Glappet (TV-serie)
- 1998 – S:t Mikael (TV-serie)
- 1998 – Vita lögner (TV-serie)
- 1999 – Vägen ut
- 2000 – Jönssonligan spelar högt
- 2000 – Jesus lever (TV-serie)
- 2001 – Kvinna med födelsemärke
- 2001 – Leva livet
- 2002 – Beck – Annonsmannen
- 2002 – K-G i nöd och lust
- 2002 – Rederiet (TV-serie)
- 2003 – Errol (TV-serie)
- 2003 – Min jävla skugga
- 2003 – Sprickorna i muren
- 2005 – Lasermannen (TV-serie)
- 2005 – God morgon alla barn
- 2005 – Som man bäddar
- 2005 – Krama mig
- 2005 – Nära huden
- 2006 – Mäklarna (TV-serie)
- 2006 – Cuppen (TV-serie)
- 2006 – Kronprinsessan (TV-serie)
- 2007 – Brandvägg
- 2007 – Labyrint (TV-serie)
- 2007 – Leo
- 2008 – Oskyldigt dömd (TV-serie)
- 2008 – Valborg
- 2009 – Julia
- 2009 – Janna & Liv
- 2009 – Prinsessa
- 2009 – Behandlingen
- 2009 – Livet i Fagervik (TV-serie)
- 2010 – Wallander – Arvet
- 2010 – TV-feber
- 2010 – Pura vida
- 2010 – Solsidan (TV-serie)
- 2011 – Fisken
- 2011 – Medan allt händer
- 2011 – The Girl with the Dragon Tattoo
- 2012 – Cockpit
- 2012 – Fisken och apelsinen
- 2013 – Tyskungen
- 2013 – Skumtimmen
- 2013 – Familjen Holstein-Gottorp (TV-serie)
- 2013 – Morden i Sandhamn (TV-serie)
- 2013 – Fjällbackamorden: Havet ger, havet tar
- 2013 – Fjällbackamorden: Ljusets drottning
- 2013 – Fjällbackamorden: Strandridaren
- 2013 – Fjällbackamorden: Vänner för livet
- 2013 – Bron (TV-serie)
- 2015 – Boys (TV-serie)
- 2015 – Glada hälsningar från Missångerträsk
- 2017 – Torpederna (TV-serie)
- 2017 – Trädgårdsgatan
- 2018 – Det som göms i snö (TV-serie)
- 2018 – Sthlm Rekviem (TV-serie)
- 2019 – Sommaren med släkten (TV-serie)
- 2020 – Maria Wern (TV-serie)

## Teater

### Roller
| År   | Roll   | Produktion                            | Regi         | Teater                   |
| ---- | ------ | ------------------------------------- | ------------ | ------------------------ |
| 2022 | Annika | Köket är hemmets hjärta Agnes Lidbeck | Nora Nilsson | Kulturhuset Stadsteatern |